# Jyske mesterskab 1941-42 (fodbold)
Det jyske mesterskab i fodbold 1941-42 var den 44. udgave af turneringen om det jyske mesterskab i fodbold for herrer organiseret af Jydsk Boldspil-Union. Turneringen blev vundet af AaB for andet år i træk. AaB besejrede i finalen Kolding IF, der var i klubbens første finale nogensinde.
De tre kredsvindere i JBU's Mesterrække avancerede til slutspillet sammen med de to bedst placerede jyske hold i Danmarksturneringen, AaB og AGF. 
Vinderen af JBU's Mesterrække, Aalborg Chang, spillede  kvalifikation til Danmarksturneringen 1942-43. 

## JBU's Mesterskabsrække

### Kreds 1
| Pos | Hold                 | K  | V | U | T | M+ | M- | MR    | P  | Kvalifikation eller nedrykning |
| --- | -------------------- | -- | - | - | - | -- | -- | ----- | -- | ------------------------------ |
| 1   | Aalborg Chang        | 10 | 7 | 1 | 2 | 30 | 18 | 1,667 | 15 | Kvalifikation til semifinale   |
| 2   | AaB II               | 10 | 5 | 0 | 5 | 22 | 21 | 1,048 | 10 |                                |
| 3   | Brønderslev IF       | 10 | 4 | 2 | 4 | 22 | 24 | 0,917 | 10 |                                |
| 4   | Grenaa IF            | 10 | 3 | 3 | 4 | 22 | 27 | 0,815 | 9  |                                |
| 5   | Aalborg Freja        | 10 | 2 | 4 | 4 | 25 | 31 | 0,806 | 8  |                                |
| 6   | Frederikshavn fI (O) | 10 | 2 | 4 | 4 | 30 | 31 | 0,968 | 8  | Nedrykning                     |

Omkamp om 5. pladsen
Aalborg Freja - Frederikshavn 3-0

### Kreds 2
| Pos | Hold           | K  | V | U | T | M+ | M- | MR    | P  | Kvalifikation eller nedrykning |
| --- | -------------- | -- | - | - | - | -- | -- | ----- | -- | ------------------------------ |
| 1   | Viborg FF      | 10 | 7 | 1 | 2 | 25 | 14 | 1,786 | 15 | Kvalifikation til finale       |
| 2   | Holstebro BK   | 10 | 7 | 1 | 2 | 34 | 16 | 2,125 | 15 |                                |
| 3   | Herning Fremad | 10 | 6 | 1 | 3 | 17 | 11 | 1,545 | 13 |                                |
| 4   | Ikast fS       | 10 | 2 | 4 | 4 | 16 | 22 | 0,727 | 8  |                                |
| 5   | Skive IK       | 10 | 3 | 0 | 7 | 16 | 21 | 0,762 | 6  |                                |
| 6   | Aarhus 1900    | 10 | 0 | 3 | 7 | 10 | 34 | 0,294 | 3  | Nedrykning                     |

Omkamp om 1. pladsen:

25. maj 1942: Viborg - Holstebro 3-1 e.f.s. ord. kamp: 1-1

### Kreds 3
| Pos | Hold          | K  | V | U | T | M+ | M- | MR    | P  | Kvalifikation eller nedrykning |
| --- | ------------- | -- | - | - | - | -- | -- | ----- | -- | ------------------------------ |
| 1   | Kolding IF    | 10 | 6 | 1 | 3 | 34 | 14 | 2,429 | 13 | Kvalifikation til semifinale   |
| 2   | Kolding B (O) | 10 | 4 | 3 | 3 | 23 | 16 | 1,438 | 11 |                                |
| 3   | Horsens fS    | 10 | 5 | 1 | 4 | 27 | 23 | 1,174 | 11 |                                |
| 4   | Haderslev FK  | 10 | 3 | 3 | 4 | 16 | 29 | 0,552 | 9  |                                |
| 5   | Esbjerg FC    | 10 | 3 | 3 | 4 | 21 | 29 | 0,724 | 9  |                                |
| 6   | AGF II        | 10 | 3 | 1 | 6 | 11 | 21 | 0,524 | 7  |                                |

### JBU Mesterrækken semifinale
| 25. maj 1942 |

| Aalborg Chang                      | 4 - 2   | Kolding IF |
| ---------------------------------- | ------- | ---------- |
| Carl Chr. Lynge · Selmer Mortensen | (1 - 1) |            |

| Skanderborg Stadion, Skanderborg Tilskuere: 800 |

### JBU Mesterrækken finale
| 31. maj 1942 |

| Aalborg Chang                                               | 3 - 0   | Viborg FF |
| ----------------------------------------------------------- | ------- | --------- |
| Annæus Back 45' · Rudolf Søgaard 76' · Selmer Mortensen 89' | (1 - 0) |           |

| Randers Stadion, Randers Tilskuere: 2.000 |

Vinderen af JBUs Mesterrække, Aalborg Chang, spillede  kvalifikation til Danmarksturneringen 1942-43.

## Slutspil
I slutspillet om det jyske mesterskab spillede to bedst placerede jyske hold i Danmarksturneringen, AaB og AGF spillede mod vinderen af JBUs Mesterskabsrække, Aalborg Chang, samt vinderen af opgøret mellem de to øvrige JBU kredsvindere Kolding IF og Viborg FF.

### Kvalifikationskamp
| 7. juni 1942 |

| Kolding IF                                                                                | 6 - 5 e.f.s.             | Viborg FF                                                  |
| ----------------------------------------------------------------------------------------- | ------------------------ | ---------------------------------------------------------- |
| Poul Holm 3', 111' · Emil Henriksen 58' · Peter Poulsen 64', 77', 97' · Peter Poulsen 66' | Ord. kamp: 4 - 4 (1 - 1) | Carlo Engell 24', 46' · Holger Jensen 54' strf. 87' 119' · |

| Herning Stadion, Herning Tilskuere: 900 Dommer: E. Nørgaard, Herning |

### Semifinaler
| 5. juni 1942 |

| AaB                                       | 4 - 3   | Aalborg Chang                                     |
| ----------------------------------------- | ------- | ------------------------------------------------- |
| Kaj Hansen 27' 80' · Svend Fricke 52' 61' | (1 - 1) | Carl Christian Lynge 11' 51' · Ernst Hansen 54' · |

| Aalborg Stadion, Aalborg Tilskuere: 2.000 |

| 18. juni 1942 |

| AGF                                   | 2 - 2 e.f.s.         | Kolding IF                             |
| ------------------------------------- | -------------------- | -------------------------------------- |
| Tage Sørensen 88' · Svend Harder 104' | Ord. kamp: 1-1 (0-1) | S. Christensen 41' · 1-2 P. Holm 95' · |

| Aarhus Stadion, Aarhus Tilskuere: 1.200 |

Omkamp
| 28. juni 1942 |

| Kolding IF        | 1 - 0   | AGF |
| ----------------- | ------- | --- |
| Peter Poulsen 38' | (1 - 0) |     |

| Kolding Stadion, Kolding Tilskuere: 1.700 |

### Finale
| 5. juli 1942 |

| AaB                         | 3 - 1   | Kolding IF          |
| --------------------------- | ------- | ------------------- |
| Carlo winther 13', 60', 67' | (1 - 1) | Peter Poulsen 22' · |

| Randers Stadion, Randers Tilskuere: 800 |